# Zehneria japonica
Zehneria japonica är en gurkväxtart som först beskrevs av Carl Peter Thunberg, och fick sitt nu gällande namn av H.Y. Liu. Zehneria japonica ingår i släktet Zehneria och familjen gurkväxter. Inga underarter finns listade i Catalogue of Life.